# Інеу (комуна)
Інеу (рум. Ineu) — комуна у повіті Біхор в Румунії. До складу комуни входять такі села (дані про населення за 2002 рік):
- Інеу (2276 осіб) — адміністративний центр комуни
- Ботян (698 осіб)
- Хусасеу-де-Кріш (1101 особа)

Комуна розташована на відстані 426 км на північний захід від Бухареста, 14 км на схід від Ораді, 117 км на захід від Клуж-Напоки.

## Населення
За даними перепису населення 2002 року у комуні проживали 4075 осіб.
Національний склад населення комуни:
| Національність | Кількість осіб | Відсоток |
| -------------- | -------------- | -------- |
| румуни         | 2778           | 68,2%    |
| цигани         | 843            | 20,7%    |
| угорці         | 448            | 11,0%    |
| українці       | 1              | < 0,1%   |
| словаки        | 1              | < 0,1%   |

Рідною мовою назвали:
| Мова      | Кількість осіб | Відсоток |
| --------- | -------------- | -------- |
| румунська | 2796           | 68,6%    |
| циганська | 825            | 20,2%    |
| угорська  | 450            | 11,0%    |

Склад населення комуни за віросповіданням:
| Релігія            | Кількість осіб | Відсоток |
| ------------------ | -------------- | -------- |
| православні        | 2469           | 60,6%    |
| п'ятдесятники      | 887            | 21,8%    |
| реформати          | 396            | 9,7%     |
| баптисти           | 184            | 4,5%     |
| адвентисти         | 93             | 2,3%     |
| римо-католики      | 22             | 0,5%     |
| не релігійні       | 1              | < 0,1%   |
| не вказали релігію | 15             | 0,4%     |